# Fed Cup 1996
La Fed Cup 1996 è stata la 34ª edizione del più importante torneo tennistico per nazionali femminili. Hanno partecipato alla competizione 87 nazionali. La finale si è giocata dal 28 al 29 settembre al Boardwalk Hall di Atlantic City negli Stati Uniti ed è stata vinta dagli Stati Uniti che hanno battuto la Spagna.

## World Group I
| Squadre partecipanti | Squadre partecipanti | Squadre partecipanti | Squadre partecipanti |
| Argentina            | Austria              | Francia              | Germania             |
| Giappone             | Sudafrica            | Spagna               | Stati Uniti          |
| -------------------- | -------------------- | -------------------- | -------------------- |

### Tabellone
|  | Quarti di finale | Quarti di finale | Quarti di finale |          |             | Semifinali  | Semifinali | Semifinali |  |  | Finale | Finale | Finale |  |
|  |                  |                  |                  |          |             |             |            |            |  |  |        |        |        |  |
|  |                  | Austria          | 2                |          |             |             |            |            |  |  |        |        |        |  |
|  |                  | Austria          | 2                |          |             |             |            |            |  |  |        |        |        |  |
|  | 1                | Stati Uniti      | 3                |          |             |             |            |            |  |  |        |        |        |  |
|  | 1                | Stati Uniti      | 3                |          | Stati Uniti | Stati Uniti | 5          |            |  |  |        |        |        |  |
|  |                  |                  |                  |          | Stati Uniti | Stati Uniti | 5          |            |  |  |        |        |        |  |
|  |                  |                  | Giappone         | Giappone | 0           |             |            |            |  |  |        |        |        |  |
|  |                  | Giappone         | Giappone         | Giappone | 0           | 3           |            |            |  |  |        |        |        |  |
|  |                  |                  |                  |          |             | 3           |            |            |  |  |        |        |        |  |
|  | 4                | Germania         | 2                |          |             |             |            |            |  |  |        |        |        |  |
|  | 4                | Germania         | 2                |          | Stati Uniti | Stati Uniti | 5          |            |  |  |        |        |        |  |
|  |                  |                  |                  |          |             |             |            |            |  |  |        |        |        |  |
|  |                  |                  | Spagna           | Spagna   | 0           |             |            |            |  |  |        |        |        |  |
|  | 3                | Francia          | Spagna           | Spagna   | 0           | 3           |            |            |  |  |        |        |        |  |
|  | 3                | Francia          |                  |          |             |             |            |            |  |  |        |        |        |  |
|  |                  | Argentina        | 2                |          |             |             |            |            |  |  |        |        |        |  |
|  |                  | Argentina        | 2                | Francia  | Francia     | 2           |            |            |  |  |        |        |        |  |
|  |                  |                  |                  | Francia  | Francia     | 2           |            |            |  |  |        |        |        |  |
|  |                  |                  | Spagna           | Spagna   | 3           |             |            |            |  |  |        |        |        |  |
|  | 2                | Spagna           | Spagna           | Spagna   | 3           | 3           |            |            |  |  |        |        |        |  |
|  | 2                | Spagna           |                  |          |             |             |            |            |  |  |        |        |        |  |
|  |                  | Sudafrica        | 2                |          |             |             |            |            |  |  |        |        |        |  |

### Finale
| Stati Uniti 5 | Boardwalk Hall, Atlantic City, Stati Uniti 28 settembre - 29 settembre 1996 Carpet (Supreme) - Indoors | Boardwalk Hall, Atlantic City, Stati Uniti 28 settembre - 29 settembre 1996 Carpet (Supreme) - Indoors | Spagna 0 |     |     |  |
| \| \| \| \| 1 \| 2 \| 3 \| \| \| - \| \| ------------------------------------------------------------------------- \| --- \| --- \| --- \| \| \| 1 \| \| Monica Seles Conchita Martínez \| 6 2 \| 6 4 \| \| \| \| 2 \| \| Lindsay Davenport Arantxa Sánchez Vicario \| 7 5 \| 6 1 \| \| \| \| 3 \| \| Monica Seles Arantxa Sánchez Vicario \| 3 6 \| 6 3 \| 6 1 \| \| \| 4 \| \| Lindsay Davenport Gala León García \| 7 5 \| 6 2 \| \| \| \| 5 \| \| Mary Joe Fernández / Linda Wild Gala León García / Virginia Ruano-Pascual \| 6 1 \| 6 4 \| \| \| | | |          |     |     |  |
| | | | 1        | 2   | 3   |  |
| 1 | Stati Uniti (bandiera) · Spagna (bandiera)                                                             | Monica Seles Conchita Martínez                                                                         | 6 2      | 6 4 |     |  |
| 2 | Stati Uniti (bandiera) · Spagna (bandiera)                                                             | Lindsay Davenport Arantxa Sánchez Vicario                                                              | 7 5      | 6 1 |     |  |
| 3 | Stati Uniti (bandiera) · Spagna (bandiera)                                                             | Monica Seles Arantxa Sánchez Vicario                                                                   | 3 6      | 6 3 | 6 1 |  |
| 4 | Stati Uniti (bandiera) · Spagna (bandiera)                                                             | Lindsay Davenport Gala León García                                                                     | 7 5      | 6 2 |     |  |
| 5 | Stati Uniti (bandiera) · Spagna (bandiera)                                                             | Mary Joe Fernández / Linda Wild Gala León García / Virginia Ruano-Pascual                              | 6 1      | 6 4 |     |  |

## World Group I Play-offs
Data: 13-14 luglio
| Località (superficie)                     | Squadra Ospitante | Punteggio | Squadra Ospite |
| ----------------------------------------- | ----------------- | --------- | -------------- |
| Plzeň, Repubblica Ceca (Sintetico indoor) | Rep. Ceca         | 3-1       | Argentina      |
| Pörtschach, Austria (Terra)               | Austria           | 1-4       | Germania       |
| Bratislava, Slovacchia (Terra)            | Slovacchia        | 2-3       | Paesi Bassi    |
| Bloemfontein, Sudafrica (Cemento)         | Sudafrica         | 1-4       | Belgio         |

- Belgio, Repubblica Ceca e  Paesi Bassi promosse al World Group I della Fed Cup 1997.
- Germania rimane nel World Group I della Fed Cup 1997.
- Slovacchia rimane nel World Group II della Fed Cup 1997.
- Argentina, Austria e Sudafrica retrocesse al World Group II della Fed Cup 1997.

## World Group II
Data: 27-28 aprile
| Località (superficie)       | Squadra Ospitante | Punteggio | Squadra Ospite |
| --------------------------- | ----------------- | --------- | -------------- |
| Plovdiv, Bulgaria (Terra)   | Bulgaria          | 0-5       | Slovacchia     |
| Kampen, Paesi Bassi (Terra) | Paesi Bassi       | 4-1       | Australia      |
| Vancouver, Canada (hard)    | Canada            | 0-3       | Rep. Ceca      |
| Giacarta, Indonesia (hard)  | Indonesia         | 2-3       | Belgio         |

- Slovacchia, Paesi Bassi, Repubblica Ceca e Belgio avanzano ai World Group I Play-offs.
- Bulgaria, Australia, Canada e Indonesia giocano  i World Group II Play-offs.

## World Group II Play-offs
Data: 13-14 luglio
| Località (superficie)      | Squadra Ospitante | Punteggio | Squadra Ospite |
| -------------------------- | ----------------- | --------- | -------------- |
| Viña del Mar, Cile (Terra) | Cile              | 0-5       | Croazia        |
| Plovdiv, Bulgaria (Terra)  | Bulgaria          | 1-4       | Corea del Sud  |
| Aurora, Canada (Terra)     | Canada            | 2-3       | Australia      |
| Giacarta, Indonesia (hard) | Indonesia         | 2-3       | Svizzera       |

- Croazia, Corea del Sud e Svizzera promossa al World Group II della Fed Cup 1997.
- Australia rimane in World Group II della Fed Cup 1997.
- Cile (AM) rimane in Gruppo I Zonale della Fed Cup 1997.
- Bulgaria (EPA), Canada (AM) ed Indonesia (AO) retrocesse al Gruppo I Zonale della Fed Cup 1997.

## Zona Americana

### Gruppo I
Squadre partecipanti
- Brasile
- Cile — promossa al World Group II Play-offs
- Colombia
- Messico
- Paraguay — retrocessa nel Gruppo II della Fed Cup 1997
- Porto Rico
- Uruguay — retrocessa nel Gruppo II della Fed Cup 1997
- Venezuela

### Gruppo II
Squadre partecipanti
- Bahamas
- Barbados
- Bermuda
- Bolivia
- Costa Rica
- Cuba
- Rep. Dominicana
- Ecuador — promossa al Gruppo I della Fed Cup 1997
- El Salvador
- Guatemala
- Giamaica
- Perù — promossa al Gruppo I della Fed Cup 1997
- Trinidad e Tobago

## Zona Asia/Oceania

### Gruppo I
Squadre partecipanti
- Cina
- Hong Kong
- India
- Kazakistan
- Malaysia — retrocessa nel Gruppo II della Fed Cup 1997
- Filippine — retrocessa nel Gruppo II della Fed Cup 1997
- Corea del Sud — promossa al World Group II Play-offs
- Thailandia

### Gruppo II
Squadre partecipanti
- Brunei
- Taipei cinese — promossa al Gruppo I della Fed Cup 1997
- Nuova Zelanda — promossa al Gruppo I della Fed Cup 1997
- Oceania Pacifica
- Singapore
- Siria
- Uzbekistan

## Zona Europea/Africana

### Gruppo I
Squadre partecipanti
- Bielorussia
- Croazia — promossa al World Group II Play-offs
- Georgia
- Regno Unito — retrocessa nel Gruppo II della Fed Cup 1997
- Grecia
- Ungheria
- Italia
- Lettonia
- Norvegia — retrocessa nel Gruppo II della Fed Cup 1997
- Portogallo — retrocessa nel Gruppo II della Fed Cup 1997
- Romania
- Russia
- Slovenia
- Svezia
- Svizzera — promossa al World Group II Play-offs
- Jugoslavia — retrocessa nel Gruppo II della Fed Cup 1997

### Gruppo II
Squadre partecipanti
- Botswana
- Cipro
- Danimarca
- Estonia
- Etiopia
- Finlandia — promossa al Gruppo I della Fed Cup 1997
- Islanda
- Irlanda
- Israele — promossa al Gruppo I della Fed Cup 1997
- Liechtenstein
- Lituania
- Lussemburgo
- Macedonia
- Malta
- Polonia — promossa al Gruppo I della Fed Cup 1997
- Tunisia
- Turchia
- Ucraina — promossa al Gruppo I della Fed Cup 1997
- Zimbabwe